# Scott Sturgis
Scott Sturgis, musicien américain originaire de Seattle, s'est essayé au noise ambient, dark ambient, techno/industrial, power electronics et d'autres genres encore. Il est connu pour ses projets musicaux Converter, Pain Station et Lowness.

## Discographie

### Converter
- Coma (1999, Hymen Records) - vinyle 30 cm 33 tr/min
- Shock Front (1999, Ant-Zen) - CD - un album de power noise[2]
- Firebloom (2000, Hymen Records) - vinyle 30 cm 33 tr/min
- Broken Meat (2000) - mini-EP CD 3", préquelle de Blast Furnace
- Blast Furnace (2000, Ant-Zen) - mélange de dark ambient et noise/indus
- Erode (2001, avec Asche et Morgenstern)
- Expansion Pack 1.3 (2003, Ant-Zen) (2 CD 3" ou 2 vinyles 25 cm)
- Exit Ritual (2003, Ant-Zen) - un album de noise ambient, noise et industrial. Moins rythmique.
- Expansion Pack 2.0 (2005, Ant-Zen) (2 CD 3" ou 2 vinyles 25 cm)

## Autres projets
Scott Sturgis n'a pas commencé par Converter et ne s'est pas arrêté là :
- Son premier projet était nommé Painstation. Actif de 1996 à 2001.
- DBS (Deep Brain Stimulation) : un vinyle 17 cm et un album sortis respectivement en 2000 et 2001, utilisant exclusivement des bruits de bouche de Scott Sturgis, trafiqués avec un Ensoniq ASR-10[1].
- 2 albums sous le pseudonyme « Notime » en 2002, chacun tiré à 250 exemplaires : Living Planet et Dying Planet, qu'il a composés uniquement avec des sons naturels (eau, vent...) pour le premier et des sons non naturels (marteau-piqueur, pot d'échappement...) pour le second.
- Xenonics K-30, un projet commun avec Leech (Navicon Torture Technologies), avec l'album Automated, très « noise » et écrasant : plus grand-chose d'humain dans une ambiance post-apocalyptique où les machines règnent en maîtres.
- In a Haze, un album sorti en 2005 sous le simple nom de Scott Sturgis : down-tempo, influences dub, saturations beaucoup moins marquées, plus organique et plus spatial, tout en restant industriel dans l'âme. Cet album a été enregistré avec un sampler Roland MC-909, acquis par Scott Sturgis en 2003[1].